# Charles Messier
Charles Messier (26 tháng 7 năm 1730 ở vùng Badonviller, tỉnh Meurthe-et-Moselle, Pháp – 12 tháng 4 năm 1817 tại Paris) là một nhà thiên văn, người đã xuất bản một danh mục với lúc đầu 45, sau này 110 thiên thể, như đám sao và tinh vân, hiện này vẫn gọi là các thiên thể Messier. Danh mục này đã được xuất bản lần thứ nhất vào năm 1774. Những thiên thể Messier được đánh số được từ M1 đến M110 – hiện nay các tên này vẫn thường dùng.
Mục đích của danh mục ông đã là giúp đỡ những người săn sao chổi (như chính ông), qua quan sát bằng mắt thường, phân biệt các thiên thể thường trực (như các sao) và các thiên thể di chuyển thoáng qua (như sao chổi).

## Một số thiên thể Messier
Một số thiên thể Messier là các thiên hà:

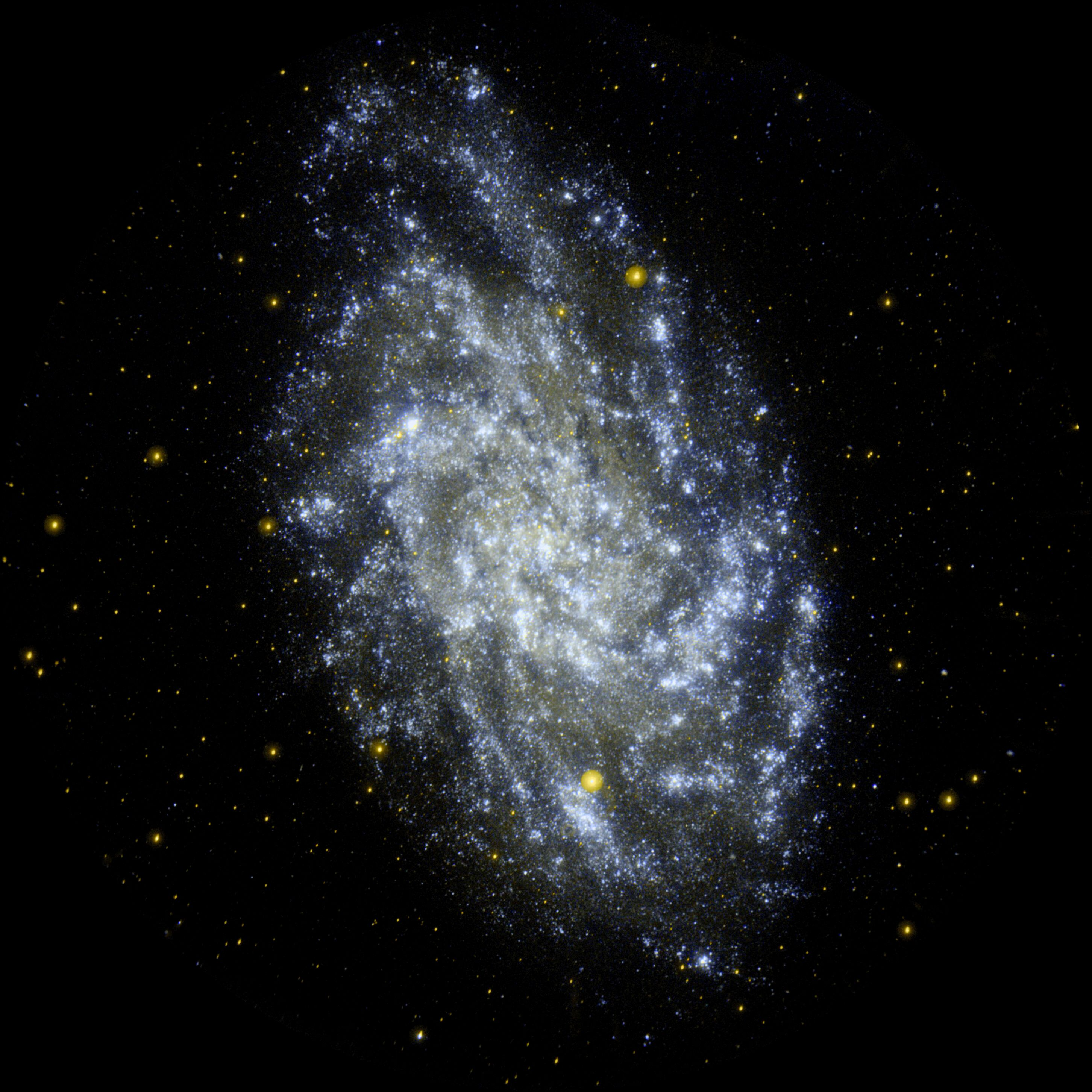
M33
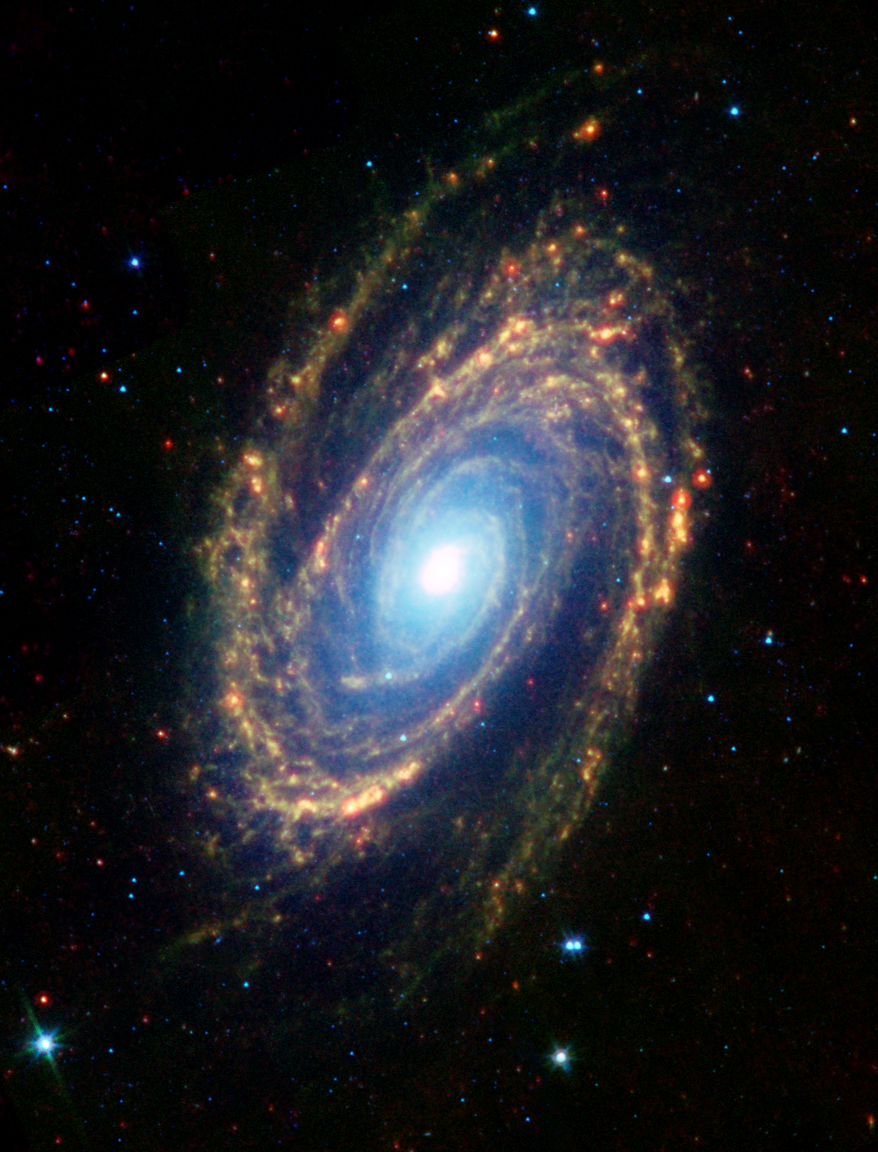
M81
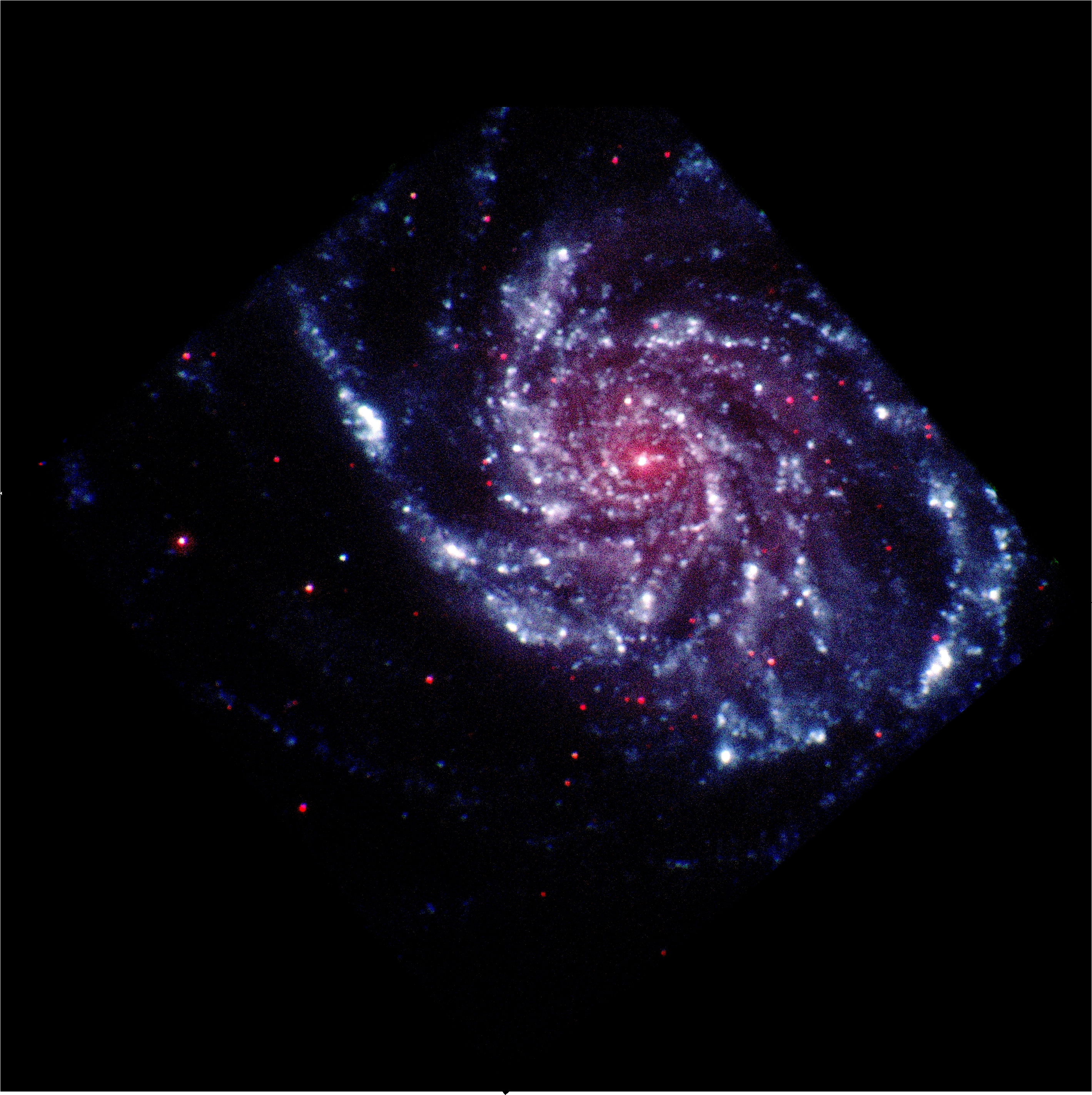
M101
M104

Một số khác là các tinh vân:

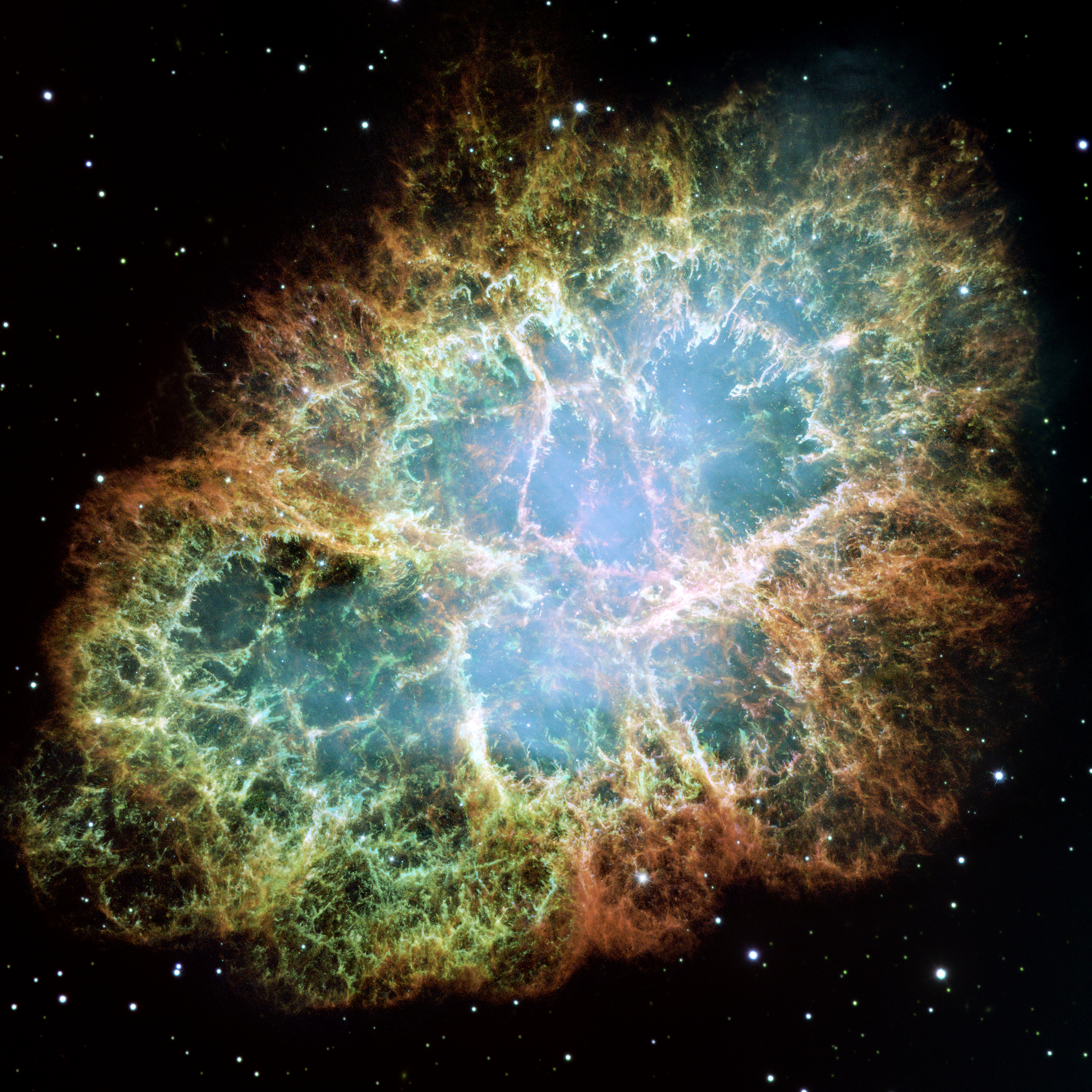
M1 (Tinh vân Con Cua)
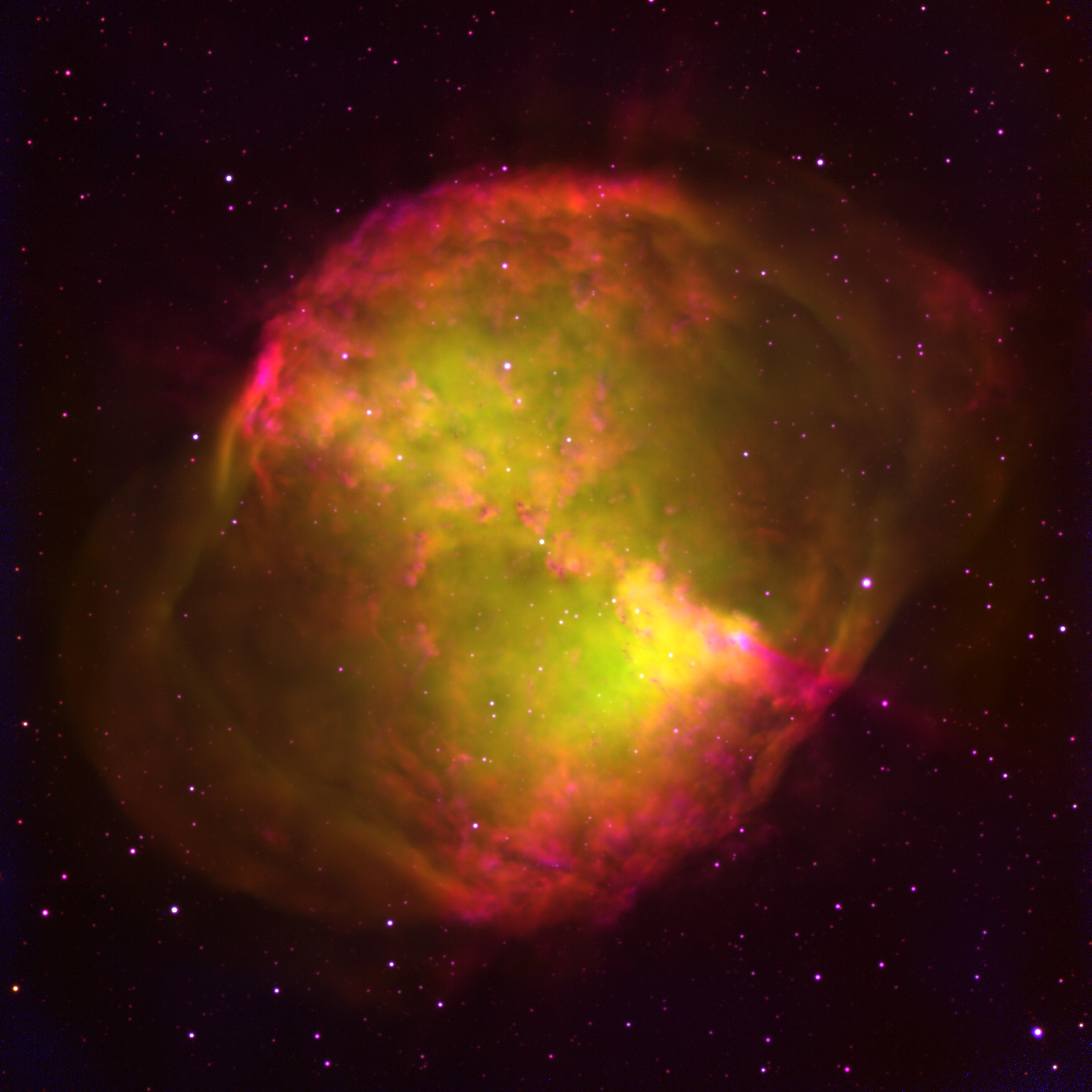
M27
M76M76
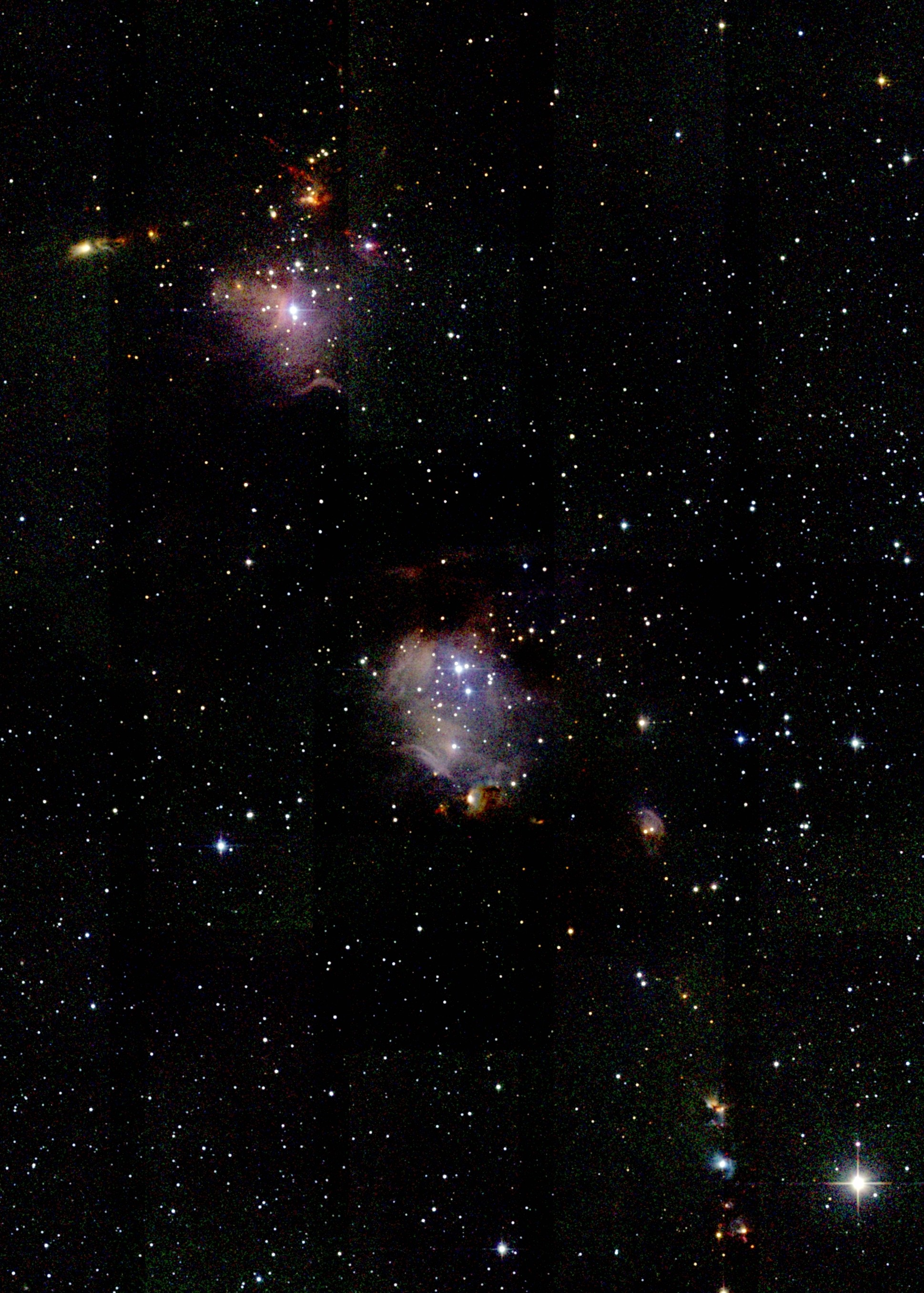
M78